# Squash-Mannschaftsweltmeisterschaft 2015
Die 25. Mannschaftsweltmeisterschaft der Herren (englisch 2015 Men's World Team Squash Championship) sollten zunächst vom 12. bis 18. Dezember 2015 in Kairo, Ägypten stattfinden. Organisator waren der ägyptische Squashverband sowie die World Squash Federation. Insgesamt hatten 23 Mannschaften für die Weltmeisterschaft gemeldet. Titelverteidiger wäre England gewesen.
Der ursprüngliche Veranstalter, die Kuwait Squash Federation, gab Ende Oktober 2015 bekannt, das Turnier nicht wie geplant in Kuwait durchführen zu können. Grund war die Suspendierung des Nationalen Olympischen Komitees Kuwaits durch das IOC. Mit dem ägyptischen Squashverband wurde rasch ein Ersatzveranstalter gefunden, der letztlich Kairo als Austragungsort wählte. Alle Meldungen mussten von den nationalen Verbänden nochmals bestätigt werden, auch Neumeldungen waren möglich. Spanien und Kuwait zogen ihre Teilnahme zurück.
Am 1. Dezember gaben in einer gemeinsamen Erklärung die Mannschaften Englands, Frankreichs, Deutschlands, Finnlands, Kanadas und der Vereinigten Staaten bekannt, ihre Teilnahme aufgrund der Sicherheitslage in Ägypten zurückzuziehen. Drei Tage später gab der Weltverband bekannt, dass die Veranstalter den ursprünglichen Termin aufgrund der Abmeldungen und aus Sicherheitsgründen abgesagt und für unbestimmte Zeit verschoben haben.
Im Januar 2016 gab der Weltverband schließlich die endgültige Absage der Veranstaltung bekannt. Neben den bereits geäußerten Sicherheitsrisiken fand sich auch kein Veranstalter für den einzigen im Turnierkalender noch verfügbaren Zeitrahmen vom 30. Mai bis 6. Juni 2016.